# CSI: Vegas
CSI: Vegas är en amerikansk kriminal- och dramaserie vars första säsong hade premiär den 6 oktober 2021. Första säsongen bestod av tio avsnitt. Serien har förnyats med en andra säsong bestående av 21 avsnitt, som hade premiär i september 2022, och har även fått kontrakt för en tredje säsong med planerad premiär kring årsskiftet 2023/2024. Serien är en fortsättning på CSI: Crime Scene Investigation som sändes mellan 2000 och 2015. Den är skapad av Jason Tracey som även skrivit seriens manus. Serien kan ses på strömningstjänsten Viaplay.

## Handling
Serien utspelar sig i Las Vegas och CSI-teamet står som inför ett hot som kan få hela deras verksamhet att gå under måste ta in nya utredare och samarbeta med gamla kollegor för att lösa brotten.

## Rollista i urval
- Paula Newsome - Maxine "Max" Roby
- Matt Lauria - Joshua "Josh"  Folsom
- Mandeep Dhillon - Ahalya "Allie" Rajan
- Mel Rodriguez - Dr. Hugo Ramirez
- Jorja Fox - Sara Sidle
- William Petersen - Gil Grissom
- Ariana Guerra - Serena Chavez
- Jay Lee - Christopher "Chris" Park
- Lex Medlin - Beau Finado
- Marg Helgenberger - Catherine Willows
- Paul Guilfoyle - Jim Brass
- Wallace Langham - David Hodges
- Chelsey Crisp - Emma Hodges
- Jamie McShane - Anson Wix
- Sarah Gilman - Penelope "Penny" Gill
- Sherri Saum - Jodi Wallach
- Eric Szmanda - Greg Sanders
- J.P. Manoux - Gene Farrow
- Lolita Davidovich - Jeannette Folsom